# El Camino: A Breaking Bad Movie
El Camino: A Breaking Bad Movie är en amerikansk kriminalthrillerfilm från 2019. Filmen är en del av Breaking Bad-franchisen och fungerar som en uppföljare och epilog till TV-serien Breaking Bad. Den fortsätter berättelsen om Jesse Pinkman, som tillsammans med sin tidigare lärare Walter White under seriens gång byggde upp ett kristallmettimperium i Albuquerque, New Mexico. Seriesskaparen Vince Gilligan har regisserat och skrivit manus till filmen.
Filmen hade premiär på Netflix den 11 oktober 2019.

## Handling
El Camino: A Breaking Bad Movie tar vid direkt efter att Jesse Pinkman lyckats fly från det nazistiska meth-lägret där han hållits fången. På flykt undan polisen söker han hjälp hos sina vänner Badger och Skinny Pete, men tvingas snabbt vidare för att undkomma de intensiva efterlysningarna. Filmen följer hans desperata resa mot frihet, där han jagas av både rättvisan och sitt förflutna.

## Rollista (i urval)
- Aaron Paul – Jesse Pinkman
- Jesse Plemons – Todd Alquist
- Krysten Ritter – Jane Margolis
- Charles Baker – Skinny Pete
- Matt Jones – Brandon "Badger" Mayhew
- Robert Forster – Ed Galbraith
- Jonathan Banks – Mike Ehrmantraut
- Bryan Cranston – Walter White
- Scott Shepherd – Casey
- Scott MacArthur – Neil Kandy
- Tom Bower – Lou Schanzer
- Kevin Rankin – Kenny
- Larry Hankin – Old Joe
- Tess Harper – Diane Pinkman[5]